# Eudorylas bharatiensis
Eudorylas bharatiensis är en tvåvingeart som beskrevs av Kapoor, Grewal och Sharma 1987. Eudorylas bharatiensis ingår i släktet Eudorylas och familjen ögonflugor. Inga underarter finns listade i Catalogue of Life.